# Bodycount
Cet article possède des paronymes, voir Body count et Body Count.
Bodycount est un jeu vidéo de tir à la première personne développé par Guildford Studio et édité par Codemasters, sorti en 2011 sur PlayStation 3 et Xbox 360.

## Accueil
- Jeuxvideo.com : 8/20[1]